# John Brown (canción)
«John Brown» es una canción del músico estadounidense Bob Dylan. Compuesta en 1962, la canción no fue nunca publicada en ningún álbum de estudio oficial del músico.

## Publicaciones
Una versión demo de la canción para la editorial M. Witmark & Sons grabada en agosto de 1963 fue publicada oficialmente en el recopilatorio The Bootleg Series Vol. 9: The Witmark Demos: 1962–1964 en octubre de 2010.
Una versión en estudio de la canción fue publicada bajo el seudónimo de Bling Boy Grunt en 1963 en un recopilatorio titulado Broadside Ballads, Vol. 1. La versión fue posteriormente incluida en la caja recopilatoria The Best of Broadside Ballads 1962-1988 en 2000. Dylan empleó para la grabación un seudónimo debido a problemas legales con su contrato con Columbia Records y al tratarse de una publicación ajena al control de la compañía.
También han sido publicadas dos versiones en directo de la canción: la primera, en el álbum MTV Unplugged en 1994, y la segunda, en Live at The Gaslight 1962, con una versión interpretada en 1962.

## Letra
«John Brown» se compone de doce estrofas escritas de manera directa. La canción, compuesta durante el periodo protesta de Dylan, relata una historia sobre una madre que manda a su hijo John Brown a la guerra a un país extranjero, y que vuelve ciego y herido. Temáticamente, la canción es muy similar a la canción folk irlandesa «Mrs. McGrath».